# Phytocoris dumicola
Phytocoris dumicola är en insektsart som beskrevs av Stonedahl 1988. Phytocoris dumicola ingår i släktet Phytocoris och familjen ängsskinnbaggar. Inga underarter finns listade i Catalogue of Life.